# Hiroši Nagata
Hiroši Nagata (jap. 永田 寛) (prefektura Hirošima, Japan, 1907.) je bivši japanski hokejaš na travi.  
Osvojio je srebrno odličje na hokejaškom turniru na Olimpijskim igrama 1932. u Los Angelesu. Odigrao je dva susreta na mjestu napadača.

## Vanjske poveznice
- Profil na Database Olympics
- Profil na Sports Reference.com  Arhivirana inačica izvorne stranice od 10. lipnja 2017. (Wayback Machine)